# Ивано-Франково
Ива́но-Франко́во (укр. Івано-Франкове) (до 1945 — Янов, пол. Janów) — посёлок (с 1940 г.) Яворовского района Львовской области Украины. Переименовано в честь украинского писателя, поэта и общественного деятеля Ивана Франко. Административный центр Ивано-Франковской поселковой общины.
Расположено среди возвышенностей Яновского Расточья на р. Верещица в 29 км от районного центра. Через него проходит автотрасса Львов — Яворов— Краковец. Железнодорожная станция — Янов-Львовский.

## История

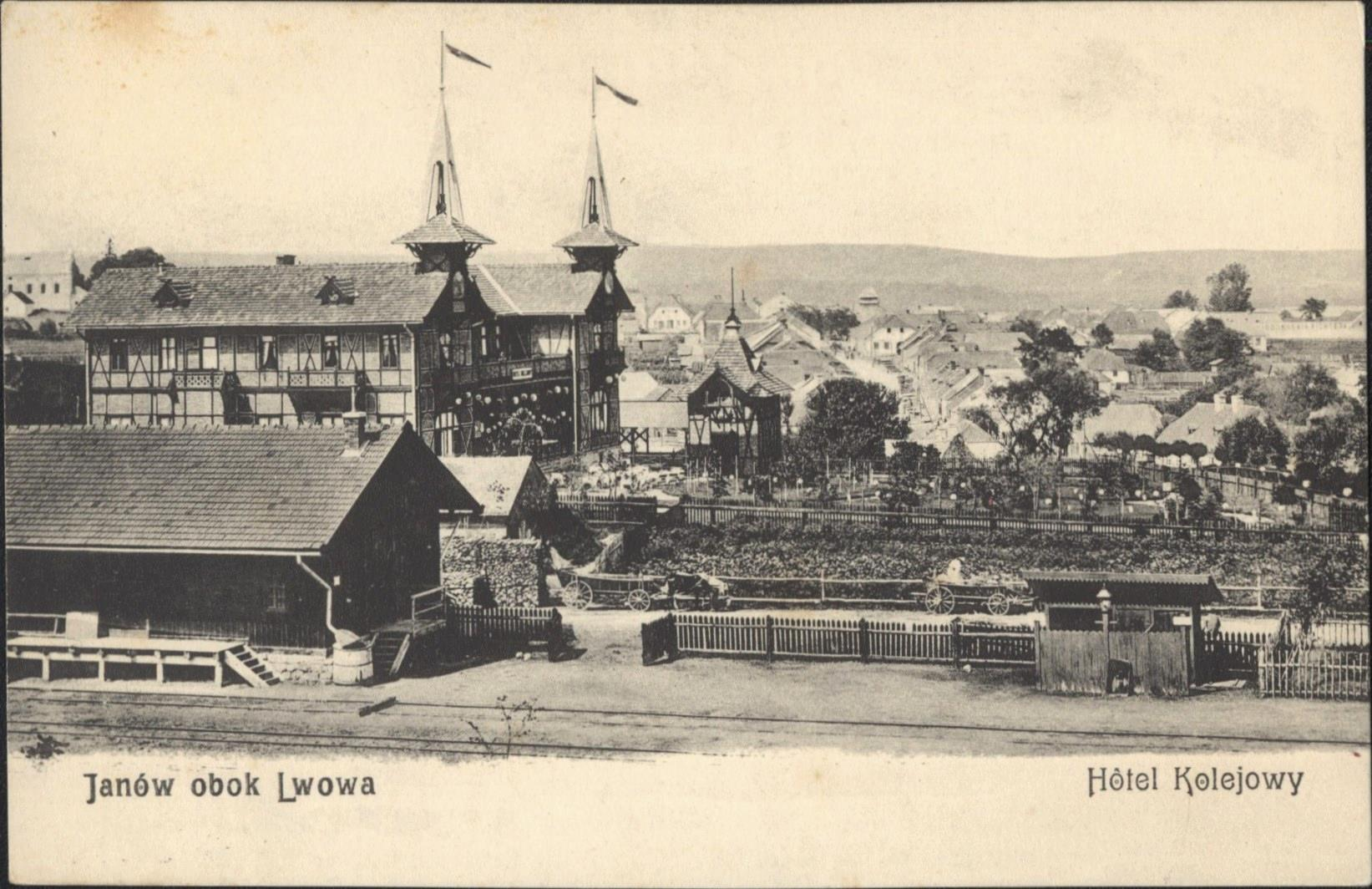
Отель «Железнодорожный». Янов. Фото начала XX века

История Ивано-Франкова уходит в глубь веков. Когда-то здесь было село Деревач, со временем переименованное в Залесье. Под таким названием оно упоминается в документах 1370 года. Документы сохранили и дату образования знаменитого Яновского пруда, который сыграл не последнюю роль в развитии села в дальнейшем. В 1407 году польский король Ягайло дал Ваську Мошенцу право на вылов рыбы возле села Мальчицы, за что тот обязан был за свой счет устроить в Залесье став и запустить туда рыбу. Известно также, что в 1428 году тот же Мошенец основал в Залесье костел.
В грамоте короля от 1611 г. разрешалось львовскому земскому писарю шляхтичу Яну Абданк Свошовскому основать местечко возле королевского села Залесья. Это первое упоминание непосредственного наименования Янова. Развитию нового местечка способствовало его выгодное географическое положение на пересечении двух торговых путей : из Силезии через Варшаву в Каменец-Подольский и из Львова в Краков. Магдебургское право получено Яновым 15 ноября 1611 г., г. , а затем подтверждено в 1634 г.
Владелец города Ян Свошовский был выходцем из старинного украинского рода и сначала выступал против католиков и униатов. Позже он стал активным проповедником политики ополячивания и окатоличивания населения городка, своё село Борки он подарил доминиканскому ордену, вместе с доминиканцами построил в 1614 году в Янове новый костел с колокольней св. Троицы, в котором позже была похоронена Констанция Чарторыйская, мать короля Станислава Августа Понятовского.
Украинцы Янова в 1630 году основали церковное братство, утверждённое грамотой львовского епископа .
В 1648 и 1655 годах в Янове дважды побывало войско Б.Хмельницкого. Во время первого похода восставшие захватили Янов. Часть города в ходе боев была сожжена. Уже после отхода казацко-селянского войска мещане Янова вместе с крестьянами соседних сел разрушили двор шляхтича К.Космидера. Во время второго похода казаки настигли в окрестностях города остатки убегающей армии гетмана Потоцкого и разгромили их под Брухналем.
В 1687 году на местном рынке построена ратуша.
Начиная с 1717 г. в Янове несколько лет находился на постое саксонский военный гарнизон, приглашенный польскими властями. Из казны ему ничего не платили, зато разрешали жить за счет местного населения.
В 1789 году — открыта почтовая станция, почтмейстером был некий Ян Потти.
Несколько раз пострадал Янов от турецко-татарских набегов, вторжения шведов во время польско-шведской (1655—1660) и Северной (1700—1721) гг. войн. О жалком состоянии Янова 70-х годов XVII ст. писал известный немецкий путешественник Ульрих Вердум — он насчитал здесь всего 12 хат.
В 1784 году австрийское правительство предоставило Янову статус казенного торгового городка во Львовском округе.
Первая начальная школа открыта здесь в 1798 г. В 1895 году построена железнодорожная линия Львов — Янов.
В 1765 году здесь проживало 83 украинских семьи; в 1800 году в городе было 194 украинских и 12 еврейских семей, которые проживали в 225 домах, в 1806 году- в Янове насчитывалось около 500 жителей, в 1832 году — 1494 жителя;
В конце XIX в. в Янове насчитывалось 385 домов, в которых проживало 2954 чел., в 1931 году в городе включая с. Романивку и Залесье зафиксировано 2728 человек, из них 1016 украинцев, 916 евреев и 796 поляков. По состоянию на 25 сентября 2006 в Ивано-Франково насчитывается 5954 граждан.
В конце XIX в. был построен искусственный водоем площадью 460 га, перекрыв р. Верещицу со стороны с. Залесья.
В 1940 году Янов стал районным центром. С 28 июня 1941 г. по 25 июля 1944 г. город находился под немецко-фашистской оккупацией.
В 1944 село Янов переименовано в Ивана Франко.
В 1951 году впервые здесь был установлен памятник И.Франко. В 1981 году установлен бронзовый бюст И. Я. Франко во дворе средней школы, носящей его имя . Автором этого памятника является известный львовский скульптор С. В. Дзындра.

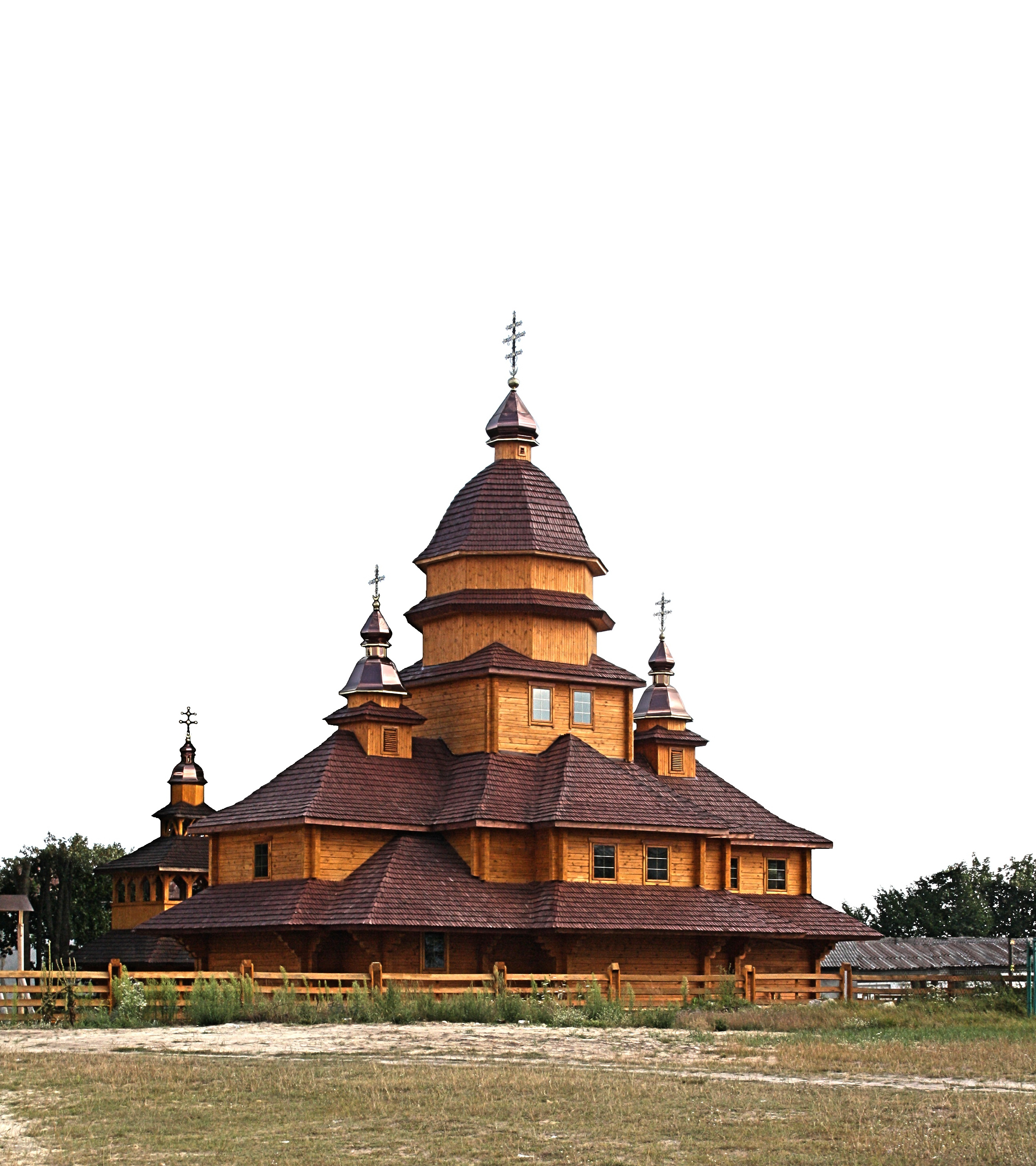
Украинская церковь

## Достопримечательности

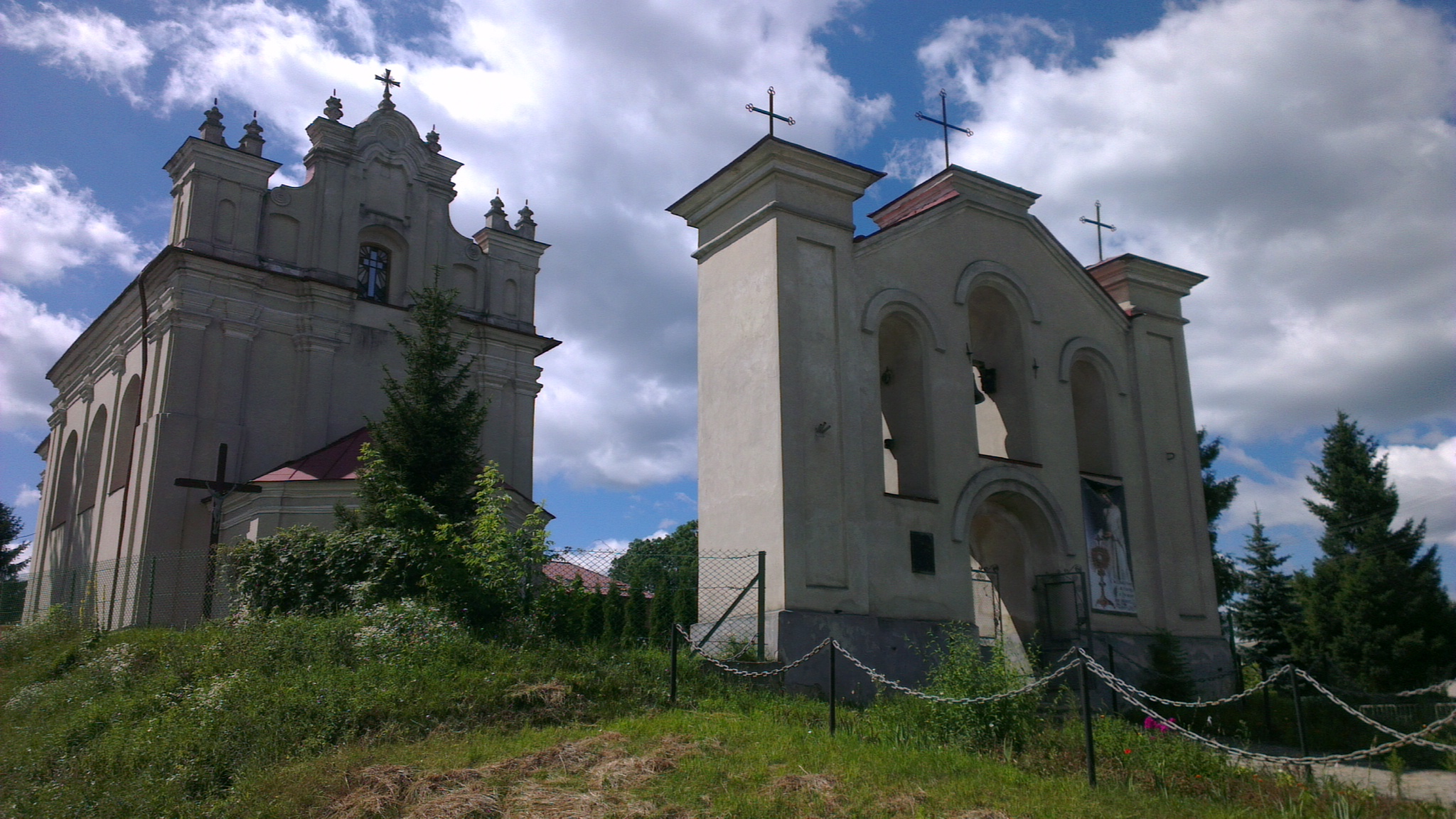
Костёл Святой Троицы в Ивано-Франково

Исторические памятки в Ивано-Франково:
- костел с колокольней св. Троицы 1614 г.
- четырёхугольный рынок с каменными сооружениями конца XIX — начала XX в.,
- церковь Вознесения Господня от 1831 г.
- К памятникам, связанным с историческими событиями, можно отнести воинское кладбище, на котором захоронены австрийские солдаты времен первой мировой войны, находящееся недалеко за мостом при выезде из Ивано-Франкова в направлении Львова. Во время первой мировой войны линия фронта между австро-венгерскими и российскими войсками проходила по линии Расточье и «у Янова в долине Верещицы в течение нескольких дней происходили жестокие рукопашные бои. Долина впоследствии получила название „долины смерти“, потому что вся была усеяна телами воинов с проколотой грудью, разбитыми черепами».